# Nanhu
För andra betydelser, se Nanhu (olika betydelser).
Nanhu är ett av stadsprefekturen Jiaxings båda stadsdistrikt, och är belägen i provinsen Zhejiang i östra Kina. Befolkningen uppgick till 500 298 invånare vid folkräkningen år 2000. Distriktet hette Xiucheng fram till den 17 maj 2005, då det fick sitt nuvarande namn. Nanhu var år 2000 indelat i fem stadsdelsdistrikt (jiedao), som utgör en del av Jiaxings centralort, fyra köpingar (zhèn) samt fem socknar (xiāng).